# Піщанка короткопера
Піщанка короткопера (Hypoptychus dybowskii) — невелика риба ряду Колючкоподібні (Gasterosteiformes), єдиний вид родини Короткопері піщанки (Hypoptychidae). Мешкає на півночі Тихого океану біля берегів Японії і Сахаліну (Росія), а також, можливо, що поширенні у Південній Кореї і Китаї. Цей вид досягає 10 см завдовжки.